# Markhot Gyula
vittenczi Markhot Gyula (Nagyemőke, 1857. november 18. - Nyitraivánka, 1918. április 9.) politikus, Nyitra vármegye alispánja, majd később főispánja.

## Élete
Apja Markhot János királyi tanácsos, vármegyei alispán, országgyűlési képviselő. Anyja Marton Szidónia.
1874-ben végzett a nyitrai piaristáknál, ahol Janits Imre osztálytársával együtt Nozdroviczky-féle ösztöndíjban részesült. Tanulmányai után a nyitraivánkai birtokain gazdálkodott. 1880-ban megyei aljegyző, később a nyitrai szolgabírói hivatal főszolgabírója lett. Érsekújvárott megbízott polgármester, 1895-ben pedig Nyitra vármegye főjegyzője volt. 1897-től Nyitra vármegye alispánja, 1906-1908 között főispánja volt.
1894-ben Nyitraegerszegen, mint főszolgabírónak nagy szerepe volt az első Nyitra vármegyei községi hitelszövetkezet megalapításában. Az 1917-ben alakult Nyitravármegyei Gazdák Hadsegélyző Bizottságának egyik társelnöke volt.
Testvére Markhot Aladár (1859-1922) budapesti ügyvéd, országgyűlési képviselő. Felesége Grötschel Emma volt. Gyermekei: Imre (1905) és Ilona (1906).

## Elismerései

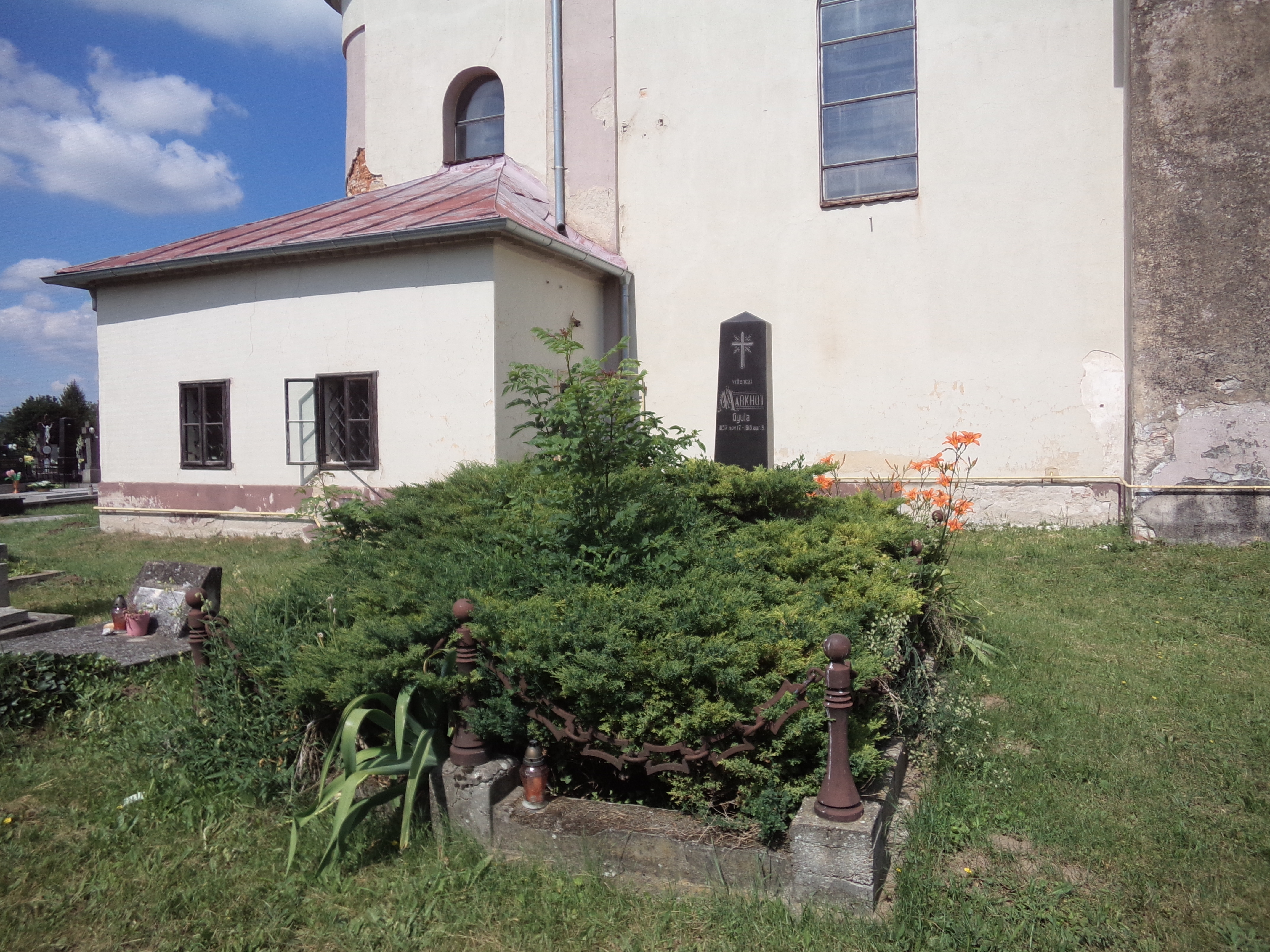
Sírja Ivánkán

- Lipót-rend lovagkeresztese[7]
- Nyitra város díszpolgára